# Кута (Фоча)
Кута је насељено мјесто у општини Фоча, Република Српска, БиХ. Према попису становништва из 1991. у насељу је живјело 130 становника.

## Историја
У непосредној близини Кута, у кањону Бистрице, гдје данас пролази магистрални пут који повезује Фочу са Сарајевом, налази се очувано неколико зидина и кула, остатака града Прилепа или Прилепца, којим су управљале Косаче. За град се претпоставља да је изграђен у првој поливини 15. вијека, при чему је његова основна улога била контрола саобраћаја и брига о безбједности на путном правцу који је повезивао Жупу Говзу са дринским друмом на ушћу Бистрице у Дрину.

## Образовање
У насељу се налази Основна школа „Веселин Маслеша“.

## Становништво
| Демографија | Демографија | Демографија |
| Година      | Становника  | Становника  |
| ----------- | ----------- | ----------- |
| 1991.       | 130         |             |